# Matei Machedon
Matei Machedon (Romênia, 10 de fevereiro de 1960) é um matemático romeno-estadunidense, especialista em equações diferenciais parciais e física matemática.
Machedon obteve o bacharelado e o mestrado na Universidade de Chicago em 1982. Obteve um Ph.D. na Universidade de Princeton em 1986, orientado por Charles Fefferman. Machedon foi C.L.E. Moore instructor no Instituto de Tecnologia de Massachusetts (MIT) de 1986 a 1988. Na Universidade de Princeton foi professor assistente de 1988 a 1994. Esteve no Instituto de Estudos Avançados de Princeton no ano acadêmico 1994–1995. Na Universidade de Maryland foi professor associado de 1994 a 1998 sendo desde 1998 full professor.
Tem sido um colaborador frequente de Sergiu Klainerman e Manoussos Grillakis. Foi palestrante convidado do Congresso Internacional de Matemáticos em Berlim.

## Publicações selecionadas
- Klainerman, S.; MacHedon, M. (1993). «Space-time estimates for null forms and the local existence theorem». Communications on Pure and Applied Mathematics. 46 (9): 1221–1268. ISSN 0010-3640. doi:10.1002/cpa.3160460902
- Klainerman, S.; Machedon, M. (1994). «On the Maxwell-Klein-Gordon equation with finite energy». Duke Mathematical Journal. 74 (1): 19–44. ISSN 0012-7094. doi:10.1215/S0012-7094-94-07402-4
- Klainerman, S.; Machedon, M. (1995). «Finite Energy Solutions of the Yang-Mills Equations in R3+1 ». The Annals of Mathematics. 142 (1): 39–119. ISSN 0003-486X. doi:10.2307/2118611
- Klainerman, Sergeiu; Machedon, Matei (1996). «Estimates for null forms and the spaces H{s,δ}». International Mathematics Research Notices. 1996 (17): 853–865. ISSN 1073-7928. doi:10.1155/S1073792896000529
- Klainerman, Sergiu; Machedon, Matei (1996). «Remarks on Strichartz-type inequalities». International Mathematics Research Notices. 1996 (5): 201–220. doi:10.1155/S1073792896000153
- Klainerman, S.; Machedon, M. (1996). «Smoothing estimates for null forms and applications». In:  Kuhn, Harold W.; Nirenberg, Louis; Sarnak, Peter. A Celebration of John F. Nash Jr. [S.l.: s.n.] pp. 99–133. ISBN 0822317826
- Klainerman, Sergiu; Machedon, Matei (1997). «Wave maps». Duke Mathematical Journal. 87 (3): 553–589. doi:10.1215/S0012-7094-97-08718-4
- Klainerman, Sergiu; Machedon, Matei (2008). «On the Uniqueness of Solutions to the Gross-Pitaevskii Hierarchy». Communications in Mathematical Physics. 279 (1): 169–185. Bibcode:2008CMaPh.279..169K. arXiv:math-ph/0701006. doi:10.1007/s00220-008-0426-4
- Grillakis, Manoussos G.; Machedon, Matei; Margetis, Dionisios (2010). «Second-Order Corrections to Mean Field Evolution of Weakly Interacting Bosons. I». Communications in Mathematical Physics. 294: 273–301. Bibcode:2010CMaPh.294..273G. arXiv:0904.0158. doi:10.1007/s00220-009-0933-y
- Grillakis, M.; Machedon, M.; Margetis, D. (2011). «Second-order corrections to mean field evolution of weakly interacting Bosons. II». Advances in Mathematics. 228 (3): 1788–1815. doi:10.1016/j.aim.2011.06.028